# Philippe Rossillon
Philippe Rossillon est un haut fonctionnaire français né le 10 août 1931 à Boulogne-Billancourt et décédé le 6 septembre 1997 à Cormeilles-en-Parisis, qui s'est fait connaître pour son combat en faveur de la francophonie et des cultures latines. Il a également été maire de la commune de Beynac-et-Cazenac, en Périgord, de 1965 à 1984.
Il a épousé Véronique Seydoux Fornier de Clausonne, fille du géophysicien René Seydoux Fornier de Clausonne et de son épouse Geneviève Schlumberger, héritière de la dynastie industrielle et banquière protestante Schlumberger. 
Diplômé de l'Institut d'études politiques de Paris et de l'École nationale d'administration (promotion Albert-Thomas, 1953-1955), Philippe Rossillon a milité au sein du cercle Patrie et Progrès, qu'il avait cofondé et qui regroupait des gaullistes de gauche favorables à l'Algérie française.

## Biographie

### Haut fonctionnaire
Après l'indépendance de l'Algérie, Rossillon s'est intéressé à la condition des communautés francophones minoritaires du Canada. Durant les années 1964 à 1968, Rossillon visite le Québec, le Nouveau-Brunswick et le Manitoba à plusieurs reprises pour marquer l'appui de la France à plusieurs institutions culturelles. Il distribue régulièrement des dons en argent et en nature à des institutions culturelles francophones.
De 1966 à 1978, il est rapporteur général du Haut Comité de la langue française (aujourd'hui connu sous le nom de Délégation générale de la langue française). Durant les années 1960 et 1970, il occupera différentes fonctions au sein des ministères de la Coopération et du Développement ainsi qu'au ministère des Affaires étrangères. 
En compagnie du parlementaire gaulliste Xavier Deniau et des diplomates Bernard Dorin et Jean-Daniel Jurgensen, Rossillon influence l'élaboration d'une politique française sympathique aux ambitions nationales du Québec, symbolisée de manière spectaculaire dans un discours du général de Gaulle, sur le parvis de l'Hôtel de ville de Montréal, le 24 juillet 1967.

### L'Affaire Rossillon
Rossillon devint un sujet de polémique au Canada, en septembre 1968. Le premier ministre canadien Pierre-Elliott Trudeau le déclare persona non grata dans un discours à la Chambre des communes d'Ottawa. 
Disant s'appuyer sur un rapport d'enquête de la Gendarmerie royale du Canada, le premier ministre canadien accuse le fonctionnaire français d'être « un agent plus ou moins secret » de la France, agissant d'une manière « clandestine et subreptice ». Accusation qui sera démentie par Rossillon et plusieurs de ses amis québécois qui affirment plutôt que Rossillon avait pour mission d'apporter son aide aux institutions culturelles francophones canadiennes.

### L'Acadie
Philippe Rossillon fut également l'organisateur, à son initiative, de la visite de quatre représentants acadiens à Paris en janvier 1968, Gilbert Finn, Adélard Savoie, Richard Savoie et Euclide Daigle, couronnée par une rencontre avec le général de Gaulle.

### Militant de la francophonie
Au cours des années suivantes, Rossillon fonde des associations comme Les Amitiés Acadiennes et devient secrétaire général de l'Union latine en 1983, une organisation intergouvernementale regroupant 33 pays de culture latine. 
Libéré de sa réserve de fonctionnaire, Rossillon ne cachera pas ses sympathies pour la cause de la souveraineté du Québec et accueillait régulièrement des personnalités associées à ce mouvement politique, dont Bernard Landry, Louise Beaudoin, Yves Michaud et Guy Bouthillier.
De juin 1993 à 1997 il préside l'association Avenir de la langue française.
Un prix littéraire, le Prix Philippe-Rossillon a été décerné par l'organisme France-Québec entre 1998 et 2005.

### Ouvrages réalisés sous sa direction
- (fr) Philippe Rossillon (dir.), Atlas de la langue française : histoire, géographie, statistiques., Paris, Bordas, 1995. 127 p.  (ISBN 2-04-028182-7)
- (fr) Philippe Rossillon (dir.), Un milliard de Latins en l'an 2000 : étude de démographie linguistique sur la situation présente et l'avenir des langues latines, Paris, L'Harmattan, Union latine, 1983, 359 p.  (ISBN 2-85802-316-6)

## Honneurs
- 1994 - Ordre des francophones d'Amérique